# Itame messapiaria
Itame messapiaria är en fjärilsart som beskrevs av Sohn-rethel 1929. Itame messapiaria ingår i släktet Itame och familjen mätare. Inga underarter finns listade i Catalogue of Life.